# 圣玛丽亚-德上马尔托雷利亚斯
圣玛丽亚-德上马尔托雷利亚斯（西班牙語：Santa María de Martorellas de Arriba），是西班牙加泰罗尼亚巴塞罗那省的一个市镇。总面积4.49平方公里，总人口847人（2013年），人口密度189人/平方公里。